# Bassa fedeltà (musica)
Con il termine bassa fedeltà (o anche lo-fi o low-fi, contrazione del termine in lingua inglese low fidelity) si indica un tipo di produzione musicale in cui gli elementi generalmente considerati imperfezioni di una registrazione o di un concerto sono udibili, alcune volte come scelta estetica deliberata. Gli standard di qualità del suono (fedeltà) e la produzione musicale sono evoluti nel corso dei decenni, il che significa che alcuni vecchi esempi di bassa fedeltà potrebbero non essere stati inizialmente riconosciuti come tali. Lo sviluppo tecnologico nell'ambito degli strumenti di registrazione professionali rese poi disponibili una serie di apparecchiature a 4-tracce analogiche capaci di registrare su normali musicassette (anziché su nastri a bobina) come, ad esempio, il Portastudio della Tascam. Lo-fi iniziò ad essere riconosciuto come uno stile di popular music negli anni '90, quando divenne parte integrante della attitudine musicale DIY (traduzione di "fai da te").
La distorsione armonica e il "calore analogico" sono talvolta erroneamente riconosciuti come caratteristiche fondamentali della musica lo-fi. La sua estetica è in realtà definita dall'inclusione di elementi normalmente considerati indesiderabili in contesti professionali, come note mal interpretate, interferenze ambientali o imperfezioni fonografiche (segnali audio degradati, sibilo del nastro e così via). Artisti pioneristici, influenti o comunque significativi includono i Beach Boys (Smiley Smile), R. Stevie Moore (spesso chiamato «the godfather of home recording»), Paul McCartney (McCartney), Todd Rundgren, Jandek, Daniel Johnston, Guided by Voices, Sebadoh, Beck, Pavement e Ariel Pink. Gli italiani Twenty Four Hours hanno registrato i loro due primi dischi ufficiali, pubblicati da Mellow Records proprio con due Tascam Portastudio rispettivamente nel 1991 e 1994. 
Anche se il termine lo-fi nel lessico culturale è stato utilizzato inizialmente per definire qualcosa di distante dall'alta fedeltà, il DJ della WFMU William Berger di solito è accreditato come uno dei massimi divulgatore di questo termine sin dal 1986. In vari punti dagli anni '80, lo-fi è stato connotato con la "cassette culture", l'etica DIY tipica del punk rock, dell'indie rock, del primitivismo, outsider music, autenticità, stereotipi di slacker / Generazione X e nostalgia culturale. La nozione di musicisti da "camera da letto" si è ampliata in seguito all'ascesa delle moderne workstation audio digitali e, alla fine degli anni 2000, l'estetica lo-fi è stata la base dei generi Pop ipnagogico e chillwave.
In ambito di musica elettronica il concetto di lo-fi può anche riferirsi a musica creata con sintetizzatori analogici o con vecchi computer 8-bit.

## Definizione ed etimologia
La bassa fedeltà è l'opposto dell'alta fedeltà. Storicamente, le caratteristiche della bassa fedeltà sono da sempre in relazione ai progressi tecnologici e alle aspettative dei normali ascoltatori di musica, generando così dibattiti in continua trasformazione, dando adito a conclusioni spesso contrastanti.

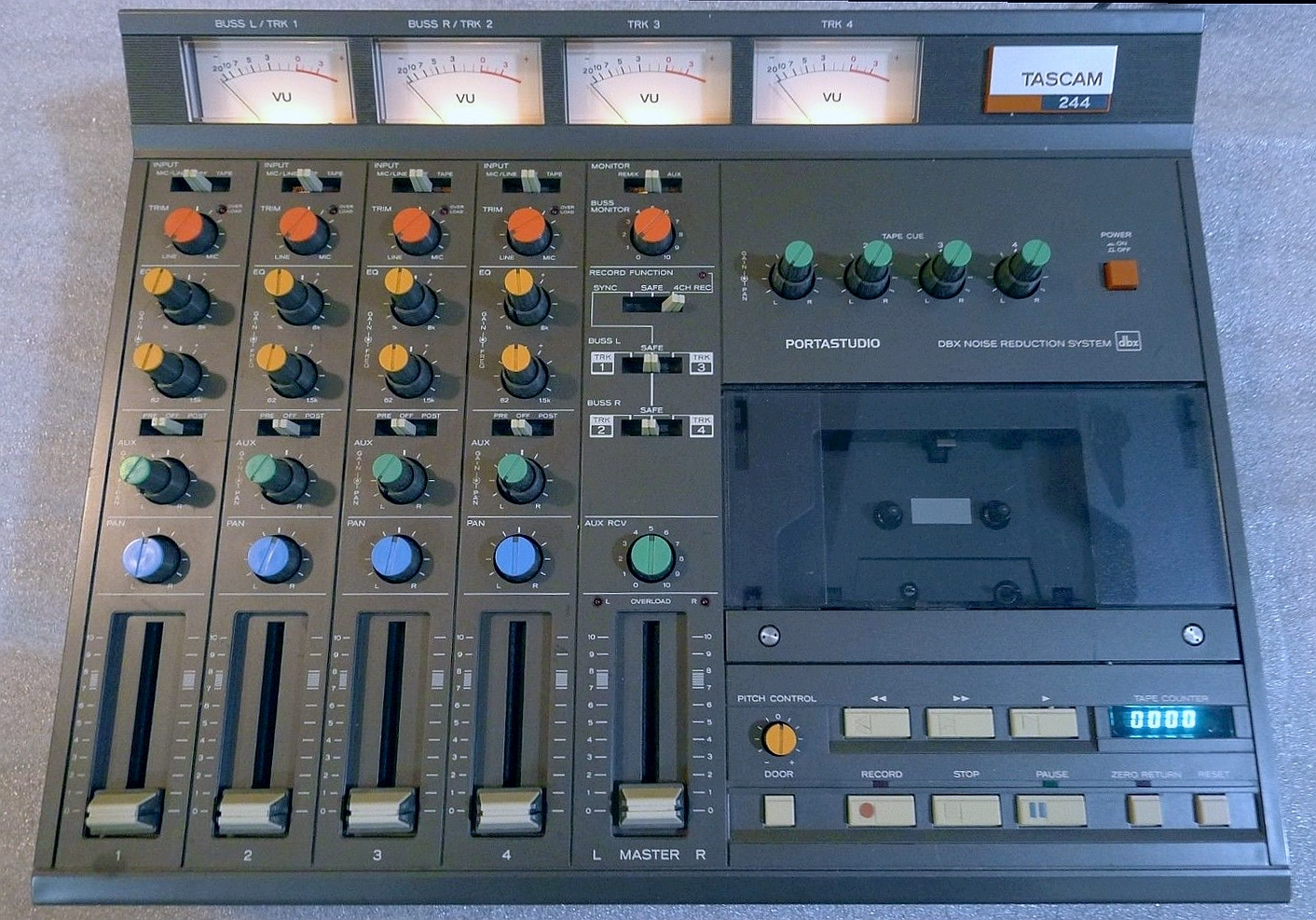
Tascam Portastudio 244

Il termine inglese veniva solitamente scritto come low-fi prima degli anni '90 ed esiste almeno dagli anni '50, poco dopo l'accettazione di hi-fi. La sua definizione si è evoluta continuamente tra gli anni '70 e gli anni 2000. Nell'edizione del 1976 dell'Oxford English Dictionary, lo-fi fu aggiunto sotto la definizione di «produzione di un suono qualitativamente meno buona dell'hi-fi». L'insegnante di musica R. Murray Schafer, nel glossario del suo libro The Tuning of the World del 1977, ha definito il termine «rapporto segnale-rumore sfavorevole».
Le imperfezioni della musica a bassa fedeltà non furono apprezzate dalla critica musicale fino agli anni '80, durante i quali c'era un'emergente visione romantica per l'home recording e le qualità del fai da te. Solo successivamente a questo periodo il termine "DIY" fu spesso usato in modo intercambiabile con lo-fi. Alla fine degli anni '80, qualità sonore derivate da "home recording", "tecniche primitive" e "attrezzature economiche" erano comunemente associate all'etichetta "bassa fedeltà" o lo-fi e, durante gli anni '90, tali idee divennero fondamentali per l'utilizzo del termine lo-fi a livello popolare. Di conseguenza, nel 2003, l'Oxford Dictionary ha aggiunto una seconda definizione per il termine: «un genere di musica rock caratterizzato da una produzione minima, che dà un suono crudo e non sofisticato». Nel 2008 è stato aggiunto un terzo: «non patinato, amatoriale o tecnologicamente non sofisticato, in particolare come scelta estetica deliberata». Da allora il termine è stato utilizzato anche per descrivere i mezzi visivi che emulano la tecnologia video più vecchia, come i found footage.

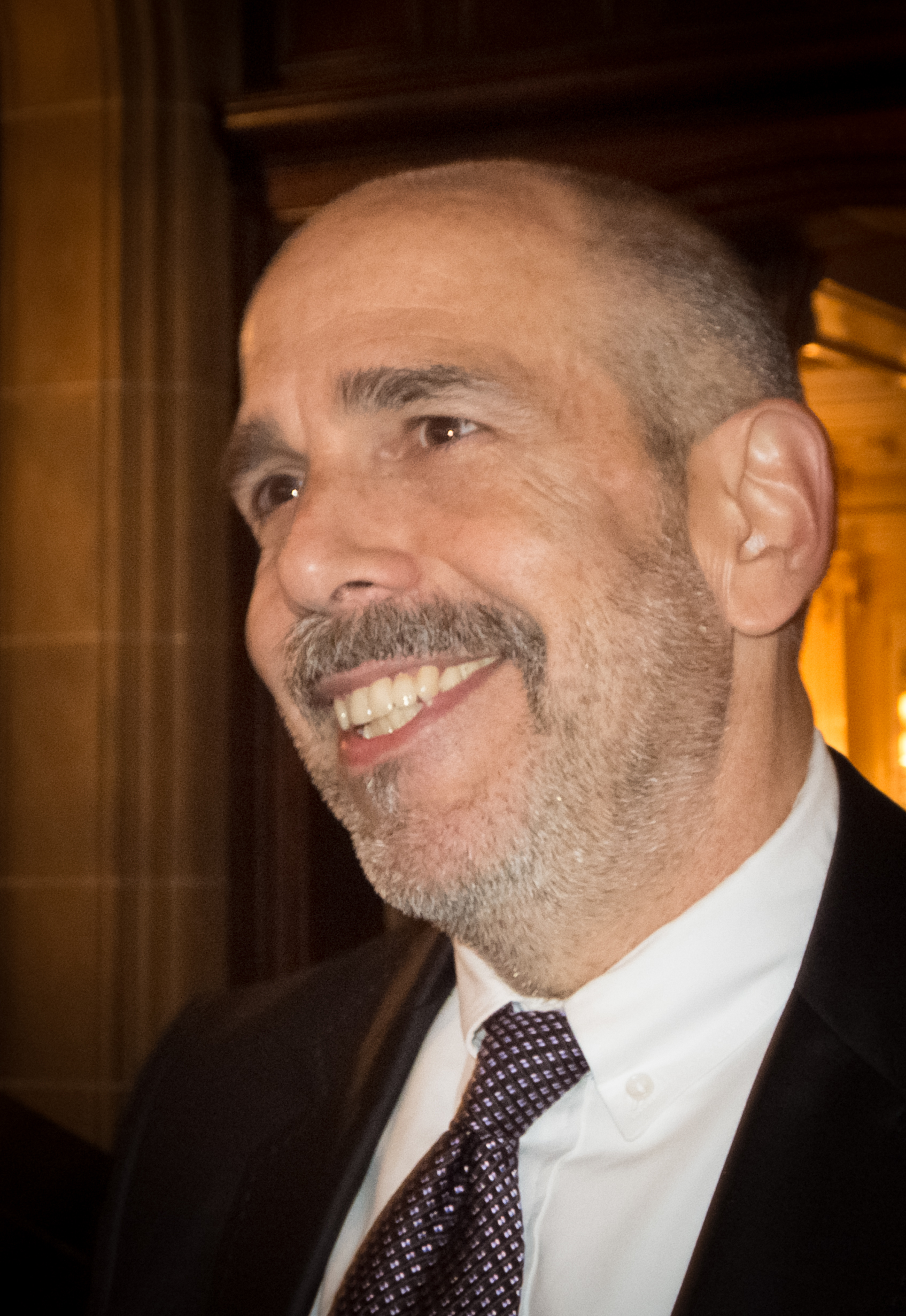
William Berger alla Boston University, ottobre 2013

La critica non ha ancora stabilito a chi vada attribuita la popolarizzazione dell'uso del termine lo-fi in questo senso. Si suggerisce generalmente che il termine sia stato reso popolare dallo spettacolo radiofonico settimanale di mezz'ora di William Berger intitolato appunto Low-fi e diffuso sulla stazione radio indipendente con sede nel New Jersey dal 1986 al 1987. I contenuti del programma consistevano interamente in contributi ricevuti tramite posta durante un programma di mezz'ora in prima serata ogni venerdì. Nel numero dell'autunno 1986 della rivista WFMU LCD, il programma fu descritto come «home-recording prodotte su apparecchiature economiche. Primitivismo tecnico unito a brillantezza».
La nozione di "musicisti da cameretta" prese sempre più piede dopo l'ascesa dei computer portatili in molte forme di popular music e musica d'avanguardia, e nel corso degli anni, c'è stata una tendenza crescente a raggruppare tutta la musica registrata in casa sotto il termine ombrello lo-fi music. Il termine "bedroom pop" (tradotto come "pop da cameretta") descrive vagamente un genere musicale o un'estetica in cui le band registrano a casa, piuttosto che negli spazi di registrazione tradizionali. Altre volte lo stesso genere viene definito musica DIY. Entro il 2010, i giornalisti avrebbero applicato indiscriminatamente bedroom pop per qualsiasi musica che suonasse con poca definizione. Nel 2017 Anthony Carew di About.com sostenne che il termine lo-fi era comunemente usato come sinonimo di «caldo» o «incisivo» quando dovrebbe essere riservato alla musica che «sembra essere registrata su una segreteria telefonica rotta».

## Caratteristiche
L'estetica lo-fi parte da un rapporto di idiosincrasia nei confronti del processo di registrazione e dalla accettazione di quelli che sono generalmente considerati effetti indesiderati nel campo dell'ingegneria audio, come un segnale audio degradato o fluttuazioni della velocità del nastro. L'estetica può anche estendersi a spettacoli musicali scadenti o disaffezionati. Le registrazioni ritenute non professionali o amatoriali sono in genere relative all'esecuzione (note stonate o fuori tempo) o al missaggio (sibilo udibile, distorsione o acustica della stanza). Il musicologo Adam Harper identifica la differenza nelle «imperfezioni fonografiche» e «non fonografiche», definendo le prime come «elementi di una registrazione che sono percepiti (o immaginati di essere percepiti) come dannosi e che hanno origine nella specifica operazione del supporto di registrazione stesso. Oggi, di solito sono le prime caratteristiche a cui la gente pensa quando il tema della bassa fedeltà viene sollevato».

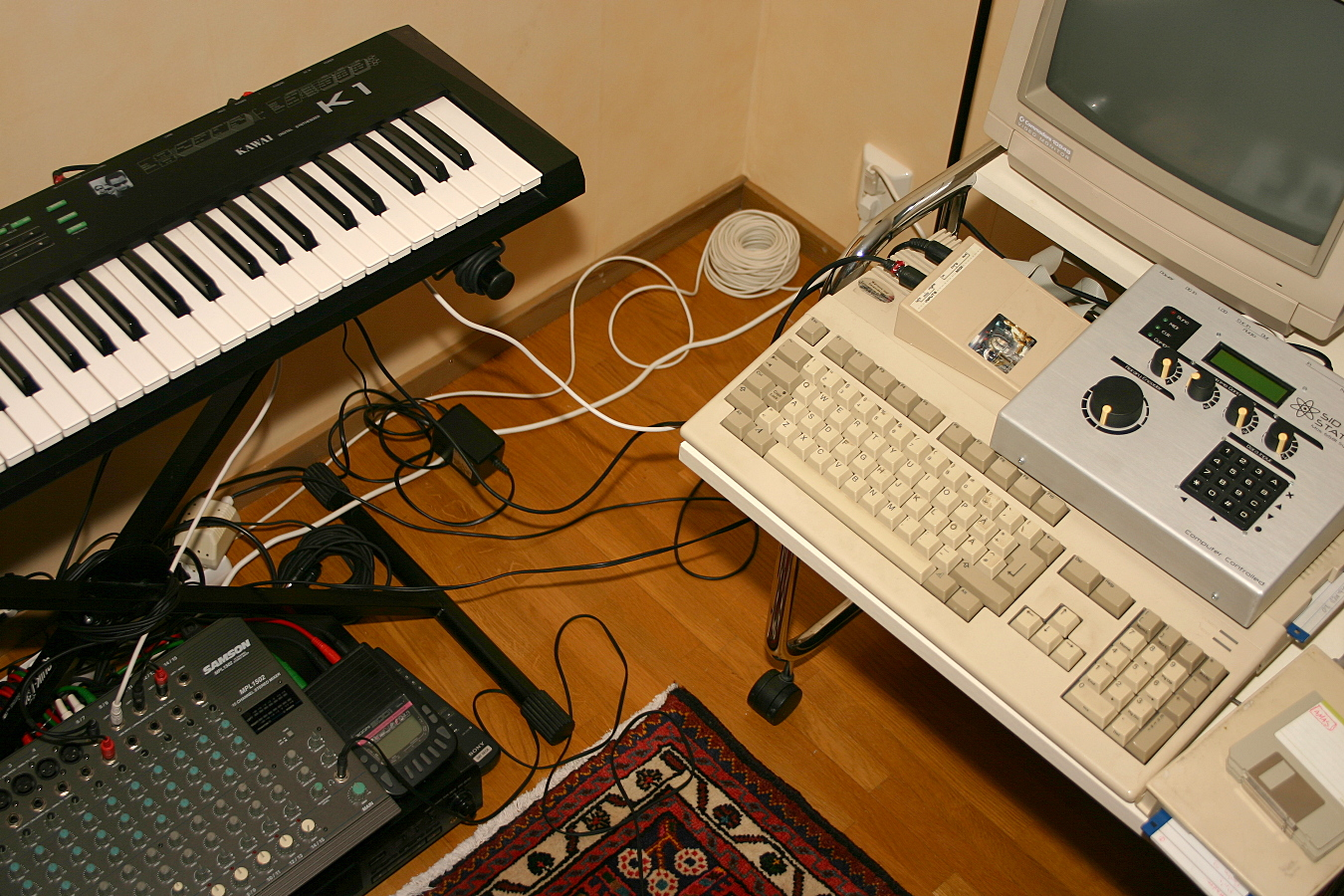
Uno set up tipo di uno studio di registrazione da cameretta con equipaggiamento anni '80/'90

La registrazione delle imperfezioni può «ricadere liberamente in due categorie, distorsione e rumore», secondo Harper, sebbene riconosca che le definizioni di "distorsione" e "rumore" variano e talvolta si sovrappongono. La forma più importante di distorsione nell'estetica lo-fi è la distorsione armonica, che può verificarsi quando un segnale audio viene amplificato oltre la gamma dinamica di un dispositivo. Tuttavia, questo effetto non è generalmente considerato un'imperfezione. Lo stesso processo viene utilizzato per i suoni di chitarra elettrica del rock and roll, e fin dall'avvento della registrazione digitale, per dare a una registrazione una sensazione di "calore analogico". La distorsione generata come sottoprodotto del processo di registrazione ("distorsione fonografica") viene generalmente evitata in contesti professionali. La "saturazione del nastro" e la "distorsione della saturazione" descrivono alternativamente la distorsione armonica che si verifica quando una testina si avvicina al limite della magnetizzazione residua (un aspetto comune della manutenzione del registratore che viene risolto con strumenti di smagnetizzazione). Gli effetti includono una diminuzione dei segnali ad alta frequenza e un aumento del rumore. In genere, è probabile che le registrazioni a bassa fedeltà abbiano informazioni di frequenza scarse o assenti superiori a 10 kilohertz.
Le imperfezioni "non fonografiche" possono comprendere rumori generati dalla performance («tosse, respiro, cambi di pagina e suoni della sedia») o dall'ambiente («veicoli che passano, rumori domestici, suoni dei vicini e degli animali»). Harper riconosce che «l'apprezzamento della distorsione e del rumore non si limita all'estetica lo-fi, ovviamente, e all'estetica lo-fi [...] non si estende a tutti gli apprezzamenti per la distorsione e il rumore. La differenza sta nei modi in cui la distorsione e rumore sono considerati imperfezioni in lo-fi". Distingue anche tra "imperfezioni di registrazione" e "imperfezioni sonore [che] si verificano a causa di apparecchiature di riproduzione del suono o di modulazione imperfette... Ipoteticamente, almeno, gli effetti lo-fi vengono creati durante la registrazione e la produzione stessa, e percettibilmente rimanere nelle registrazioni master che vengono poi identicamente copiate per il rilascio»..
Bruce Bartlett, nella sua guida Practical Recording Techniques del 2013, afferma che «i suoni lo-fi potrebbero avere una risposta in frequenza ridotta (un suono sottile ed economico) e potrebbero includere rumori come sibili o graffi da registrazione. Potrebbero essere distorti o traballanti intonazione». Bartlett offre i seguenti metodi per replicare i suoni lo-fi: miscelare i livelli in modo che siano sbilanciati; posizionare ostacoli tra un microfono e le fonti sonore; posizionare il microfono in un punto insolito, ad esempio in un cestino; registrazione con strumenti o apparecchiature meno recenti di qualità inferiore; e evidenziando fuoriuscite e riflessi sonori.

## Storia

### Origini e lavori influenti (1950–1970)

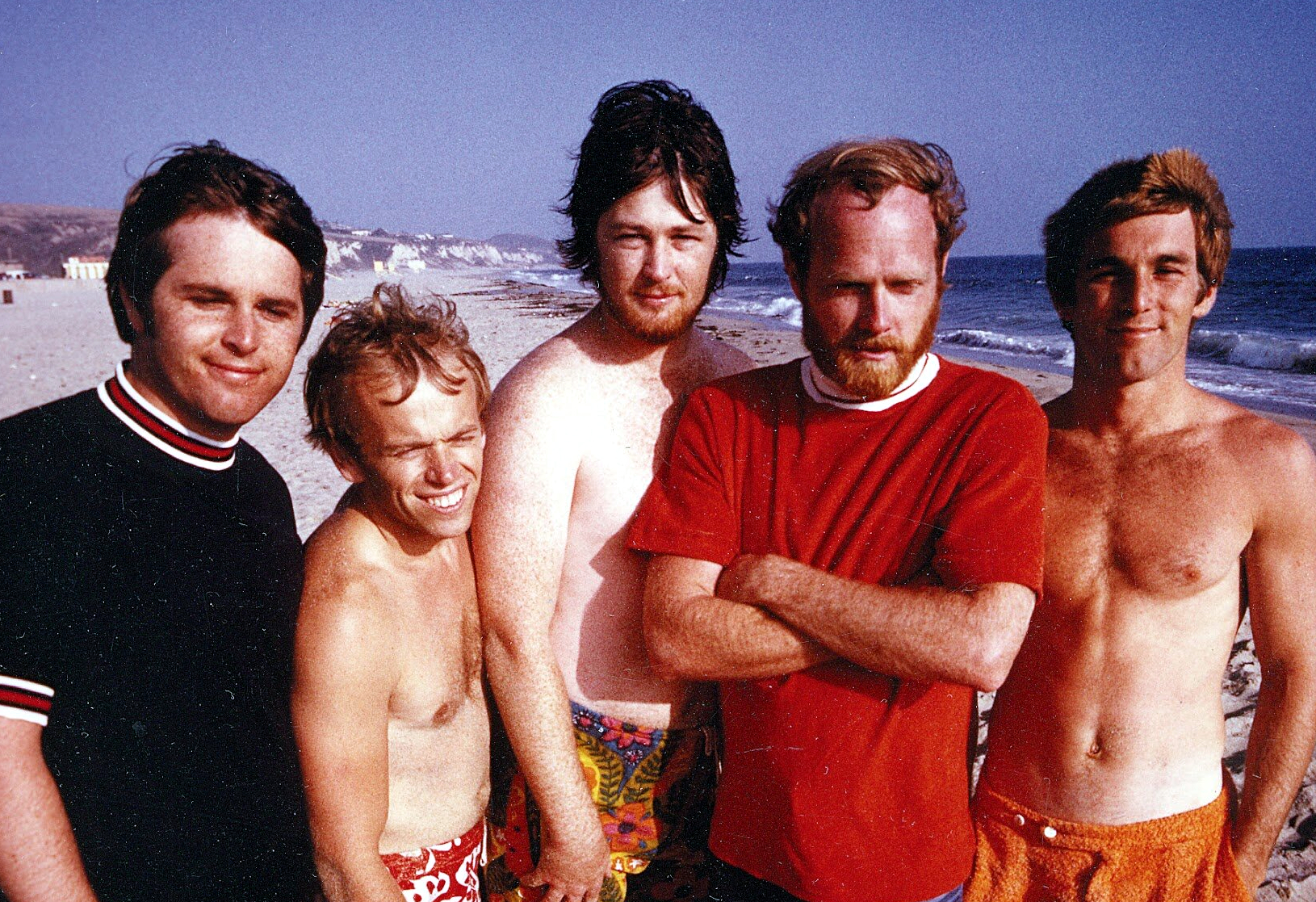
The Beach Boys (ritratti nel 1967) registrarono album al Brian Wilson's home studio dal 1967 al 1972.

La "musica fai-da-te" (DIY) è antecedente persino alla storia scritta, ma il termine lo-fi nel significato assunto dopo gli anni '90, può essere fatto risalire al rock and roll degli anni '50. AllMusic scrive che le registrazioni di questo tipo sono state fatte «in modo economico e rapido, spesso con attrezzature scadenti. In questo senso, i primi dischi rock & roll, la maggior parte del garage rock degli anni '60 e gran parte del punk rock della fine degli anni '70 potrebbe essere definito come Lo-Fi». Gli album di The Beach Boys, Smiley Smile (1967), Wild Honey (1967) e Friends (1968) erano una trilogia di album a bassa fedeltà registrati principalmente nello studio improvvisato di Brian Wilson; questi album furono in seguito indicati come componenti dei suoi "nastri da cameretta". Lo scrittore di Pitchfork Mark Richardson ha attribuito a Smiley Smile «fondamentalmente l'invenzione del tipo di bedroom pop a bassa fedeltà che avrebbe ispirato in seguito Sebadoh, Animal Collective e altri personaggi».
All'inizio degli anni '70, alcuni importanti artisti discografici pubblicarono musica registrata con apparecchiature portatili multi-tracking; esempi includono Paul McCartney (McCartney, 1970) e Todd Rundgren (Something/Anything?, 1972). Prodotto poco dopo lo scioglimento dei Beatles, il McCartney, registrato in casa, era tra gli album più venduti del 1970, ma fu fortemente criticato. Nel 2005, dopo che un intervistatore ha suggerito che era «[forse] uno dei primi grandi dischi lo-fi del suo tempo», McCartney ha commentato che era «interessante» che i fan più giovani «guardassero a qualcosa del genere con un qualche tipo di rispetto», e che il «tipo di [...] semplicità hippie ... risuona in qualche modo in questo periodo storico».
Something/Anything? fu registrato quasi interamente dal solo Rundgren. L'album includeva molte delle sue canzoni più conosciute, oltre a una traccia di parole parlate (la cosiddetta intro) in cui trasporta l'ascoltatore nella registrazione di difetti per un gioco tipo caccia al tesoro che chiama "Sounds of the Studio". I soldi guadagnati con l'album furono utilizzati per costruire il suo studio di registrazione personale a New York, dove ha registrato Follow-up a Wizard, una vera perla del 1973, di minor successo. Il musicologo Daniel Harrison ha confrontato i summenzionati album dei Beach Boys con i Wizard, «che imita aspetti dello stile compositivo di Brian nelle sue improvvise transizioni, mescolanza di vari stili pop ed effetti di produzione insoliti. Ma bisogna ricordare che visto e considerato il fallimento commerciale dei Beach Boys gli esperimenti non erano certo la motivazione per l'imitazione». Nel 2018 Sam Sodsky di Pitchfork ha osservato che le «impronte digitali» di Wizard rimangono «evidenti sugli autori da cameretta da letto fino alle produzioni di oggi».

### Indie,cassette cultureeoutsider music(1970–1980)
Con la nascita del punk rock e della new wave alla fine degli anni '70, alcuni settori della popular music iniziarono a sposare una etica del fai-da-te che annunciava un'ondata di etichette indipendenti, reti di distribuzione, fanzine e studi di registrazione e si formarono molte band sulla premessa che si poteva registrare e pubblicare la propria musica invece di doversi procurare un contratto discografico da una major.

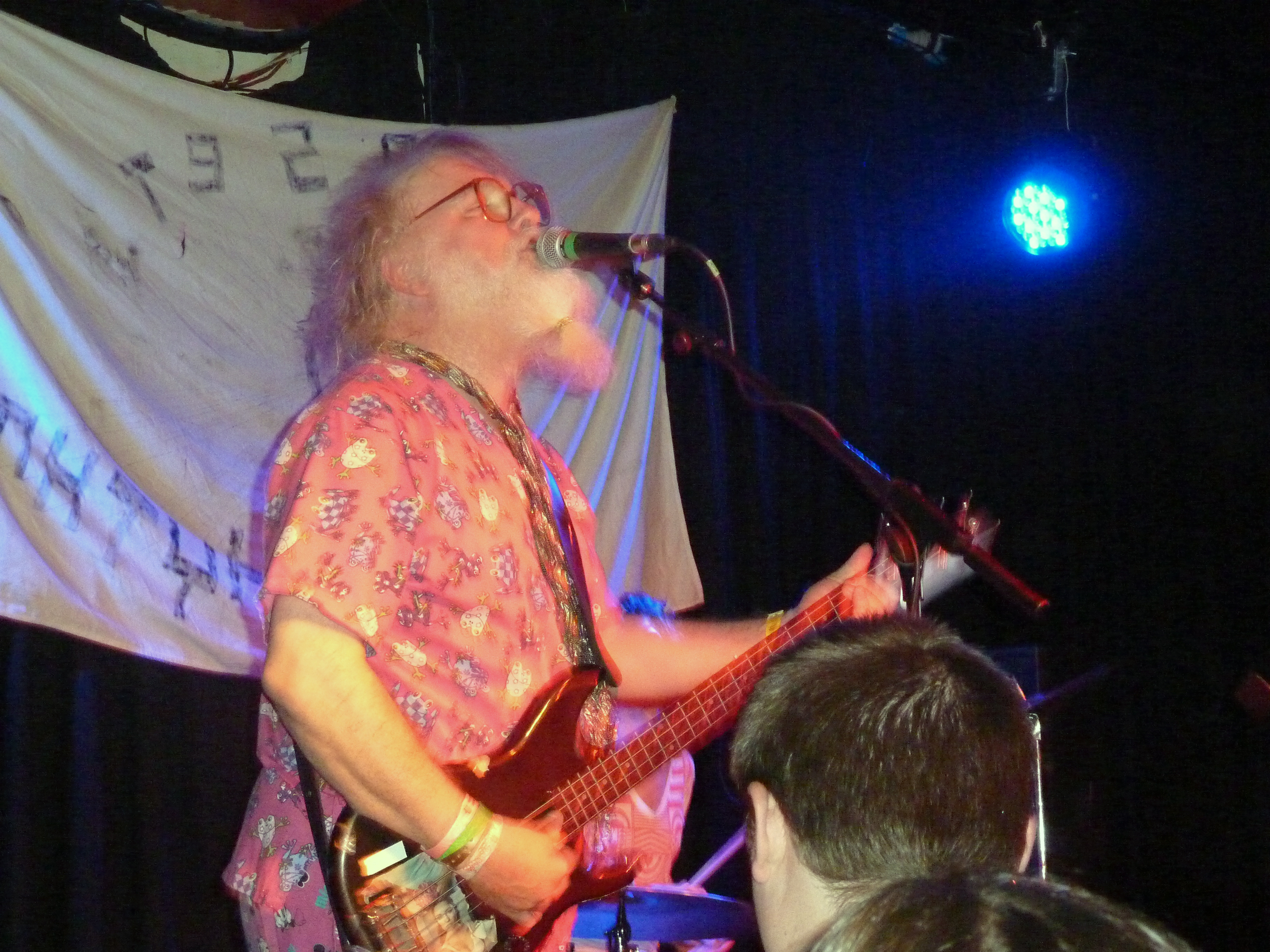
R. Stevie Moore è generalmente considerato il "godfather" dell'home recording

Dal 1968, R. Stevie Moore stava registrando album completi su nastro reel-to-reel nello scantinato dei suoi genitori nel Tennessee, ma non pubblicò album su etichetta fino a Phonography del 1976. L'album raggiunse una certa notorietà tra i punk di New York e i nuovi circuiti wave. Matthew Ingram del The Wire ha scritto che «Moore potrebbe non essere stato il primo musicista rock a fare musica interamente in solo, registrando ogni parte dalla batteria alla chitarra [...] Tuttavia, è stato il primo a estetizzare esplicitamente il processo di home recording... rendendolo il bisnonno del lo-fi» Quando gli chiesero se sostenesse il «marchio di pioniere del fai-da-te / lo-fi», Moore rispose: «sono d'accordo che sono o dovrei essere riconosciuto come un pioniere, ma il fatto che lo stavo facendo molto tempo fa, prima che fosse un modus operandi così popolare è totalmente casuale [...] Non avevo pianificato di diventare noto come il pioniere del DIY moderno». Quando un articolo del New York Times del 2006 fece riferimento a Moore come il progenitore del bedroom pop, lui rispose che l'idea era «esilarante» alla luce della sua «derisione verso una aspra lotta al guadagnarsi da vivere e ottenere una certa notorietà».
Nel 1979 la Tascam presentò il Portastudio, il primo registratore multitraccia portatile del suo genere ad incorporare un approccio "all-in-one" per sovraincisione, missaggio e rimbalzo. Questa tecnologia permise a una vasta gamma di musicisti dei circoli sotterranei di costruire un circuito di estimatori attraverso la diffusione dei loro nastri a cassetta. Il critico musicale Richie Unterberger ha citato Moore come «uno dei più famosi» dei «pochi artisti in cassetteland [che] si sono guadagnati una reputazione, anche se di culto». Dal 1979 ai primi anni '80, Moore è stato membro dello staff su WFMU, che ospitò uno spettacolo settimanale Bedroom Radio. Il programma intitolato Low-Fi del Dj Berger lavorò da allora in poi, efficacemente per affermare il lo-fi come un movimento distinto associato allo spirito del punk. L'album registrato in casa del 1973 da JW Farquhar, The Formal Female, secondo il critico Ned Raggett, potrebbe anche essere considerato un precursore di «qualsiasi tipologia» di artisti indipendenti a bassa fedeltà, tra cui R. Stevie Moore e il musicista underground del Texas Jandek.

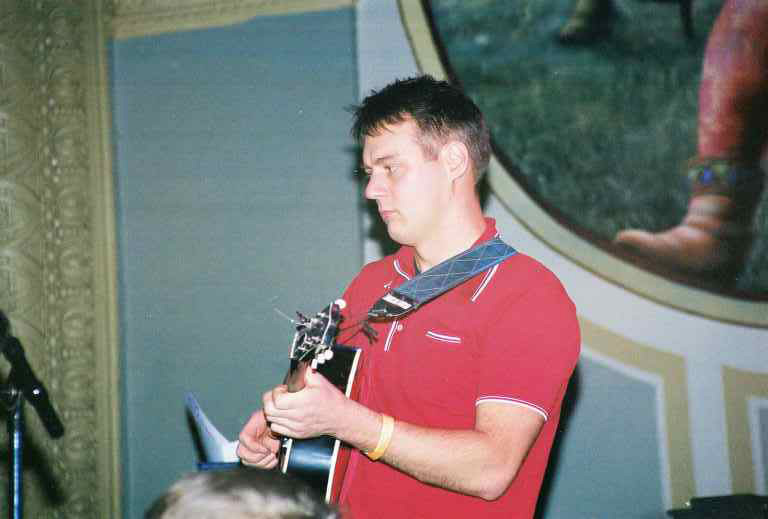
Calvin Johnson, fondatore della K Records e membro dei Beat Happening

Nel corso degli anni '80, l'ambito indie rock dell'underground americano (band come la radio preferita del college R.E.M.), insieme ad alcuni esempi post-punk britannici, furono le esportazioni più importanti della musica lo-fi. Secondo AllMusic, la varietà stilistica dei loro nastri spesso «fluttuava da semplici canzoni pop e rock a strutture di canzoni a forma libera fino a puro rumore e alla sperimentazione artistica». Scene simili si sono sviluppate anche attorno al commercio fai-da-te di cassette hip-hop e hardcore punk. Una delle band più riconoscibili furono i Beat Happening (1984-1992) della K Records, un'influente etichetta indie pop. Raramente i Beat Happening erano definiti come un gruppo lo-fi durante i loro anni di attività e furono notati per il loro ruolo pionieristico nel movimento solo dopo che la definizione del termine si era evoluta a metà degli anni '90. Altrove, il DJ della WFMU Irwin Chusid è stato responsabile dell'invenzione e della divulgazione della categoria outsider music, in gran parte coincidente con l'attitudine della bassa fedeltà, che sostenne negli anni '80. Adam Harper attribuisce a Daniel Johnston e Jandek la «forma di un ponte tra il primitivismo degli anni '80 e il rock indie lo-fi degli anni '90 [...] entrambi i musicisti hanno introdotto l'idea che la bassa fedeltà non era solo accettabile, ma il contesto specifico di alcuni musicisti straordinari e brillanti».

### Il mutamento delle definizioni dilo-fie indie (1990–2000)

#### Relazioni con la musica "alternativa"

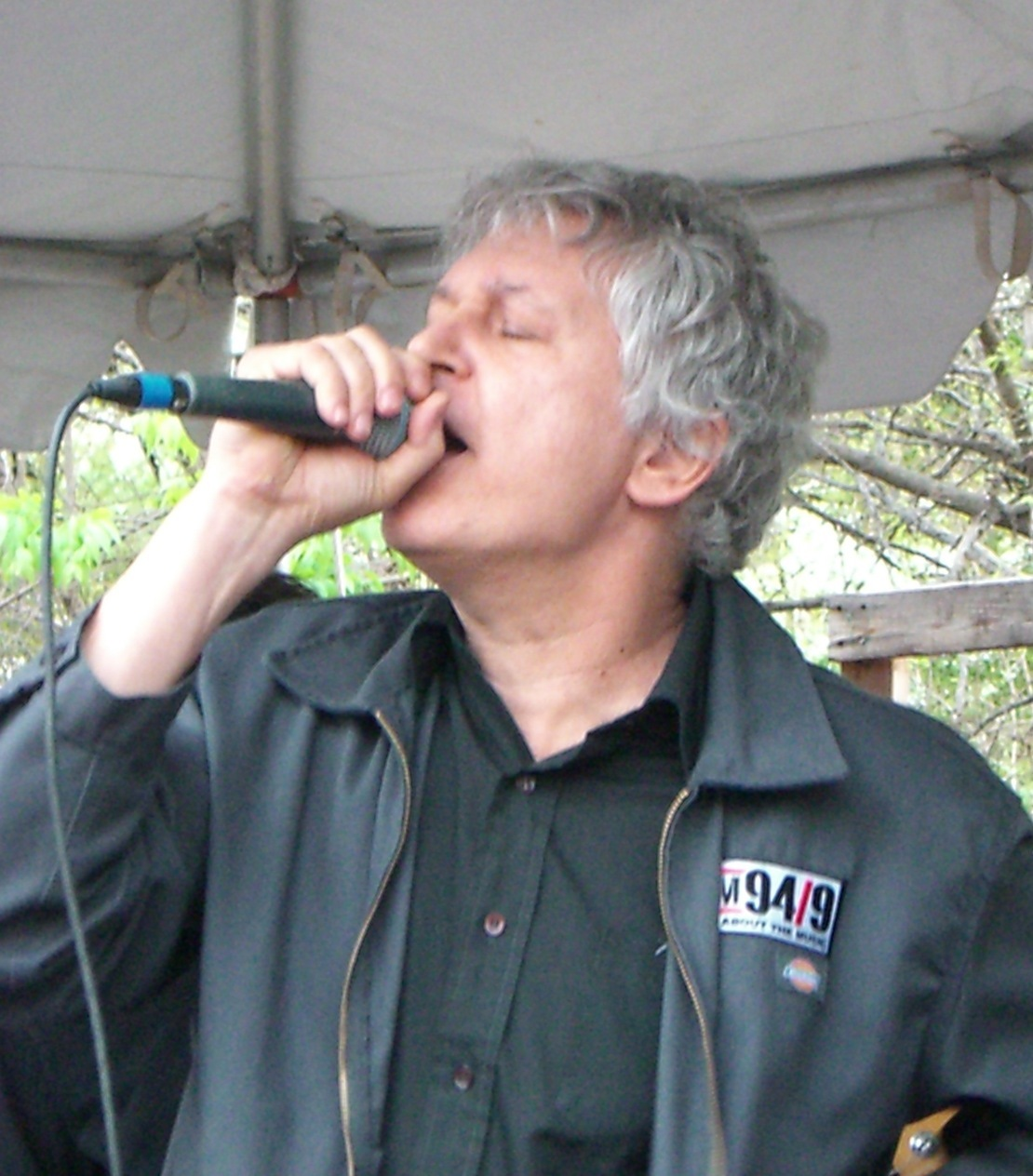
Robert Pollard rifiutò di essere etichettato come artista lo-fi

Durante gli anni '90, l'uso che i media fecero della parola "indie" si evolse da musica «prodotta tenendosi lontani dalle major dell'industria musicale» a un particolare stile di musica rock o pop vista negli Stati Uniti come un'«alternativa alla "alternativa"». In seguito al successo di Nevermind (1991) dei Nirvana, il rock alternativo divenne un punto di riferimento culturale e, successivamente, il concetto di movimento lo-fi vi fu associato tra il 1992 e il 1994. Incentrato su artisti come Guided by Voices, Sebadoh, Beck e Pavement, la maggior parte degli scritti sulla alternative e sul lo-fi tendevano ad associarli con la generazione X e gli stereotipi "slacker" originati dal romanzo Generation X di Douglas Coupland e dal film Slacker di Richard Linklater (entrambi pubblicati nel 1991). In parte, la differenziazione tra grunge e lo-fi nacque per affermate l'autenticità di un certo tipo di musica. Anche se il frontman dei Nirvana, Kurt Cobain, era ben noto per essere appassionato di Johnston, K Records e The Shaggs, c'era una fazione dell'indie rock che vedeva il grunge come un genere esaurito, credendo che le imperfezioni della bassa fedeltà fossero ciò che dava alla musica più autenticità.
Nell'aprile 1993, il termine lo-fi acquisì un utilizzo preferenziale dopo essere stato inserito come titolo nel New York Times. L'articolo più letto fu pubblicato dallo stesso giornale nell'agosto 1994 con il titolo Lo-Fi Rockers Opt for Raw Over Slick. Contrariamente ad un articolo pubblicato sette anni prima dallo stesso giornale, che non aveva popolarizzato il termine lo-fi fuori dal contesto di una registrazione non professionale, lo scrittore Matt Deihl cambiò il senso di lo-fi con DIY e «una qualità del suono approssimativa». Ha scritto:
Il pezzo era incentrato su Beck e Guided by Voices, che in seguito divennero attori popolari nella sottocultura indie rock Beck, il cui singolo Loser del 1994 fu registrato in una cucina e raggiunse la top 10 della Billboard, alla fine divenne l'artista più riconoscibile associato alla denominazione lo-fi. In risposta all'etichetta lo-fi, Robert Pollard, leader della band Guided by Voices, negò ogni associazione con il suo presunto movimento. Disse invece che sebbene la band fosse «identificata come pioniera del movimento lo-fi», non aveva alcuna familiarità con questo termine, spiegando che «un sacco di persone stavano raccogliendo macchine [Tascam] in quel momento. .. L'uso di un quattro tracce è diventato così comune da dover trovare una categoria apposita: DIY, lo-fi, qualunque cosa».
In quel periodo, il critico musicale Simon Reynolds interpretava il movimento come una reazione contro la musica grunge, «e debole, poiché lo-fi è solo un grunge con budget di produzione ancora più grossi». A sua volta, disse che il lo-fi ispirò la reazione del post-rock. Una reazione sia al grunge che al lo-fi, secondo AllMusic, è stata il chamber pop, che ha attinto abbondantemente dalle ricche orchestrazioni di Brian Wilson, Burt Bacharach e Lee Hazlewood.

#### Cristallizzazione del genere
Negli anni '90 il termine lo-fi fu applicato in modo piuttosto incoerente. Nel suo libro Hop on Pop (2003), Tony Grajeda affermò che nel 1995 la rivista Rolling Stone «riuscì a etichettare ogni altra band presente nella prima metà [dell'anno] come in qualche modo lo-fi». Un giornalista di Spin ha accreditato Sebadoh III (1991) dei Sebadoh come «inventore» del lo-fi, caratterizzando il genere come «il soft rock del punk». Inoltre, praticamente ogni giornalista fece riferimento a una crescente copertura mediatica della musica lo-fi senza riuscire a riconoscersi come sostenitori della tendenza.

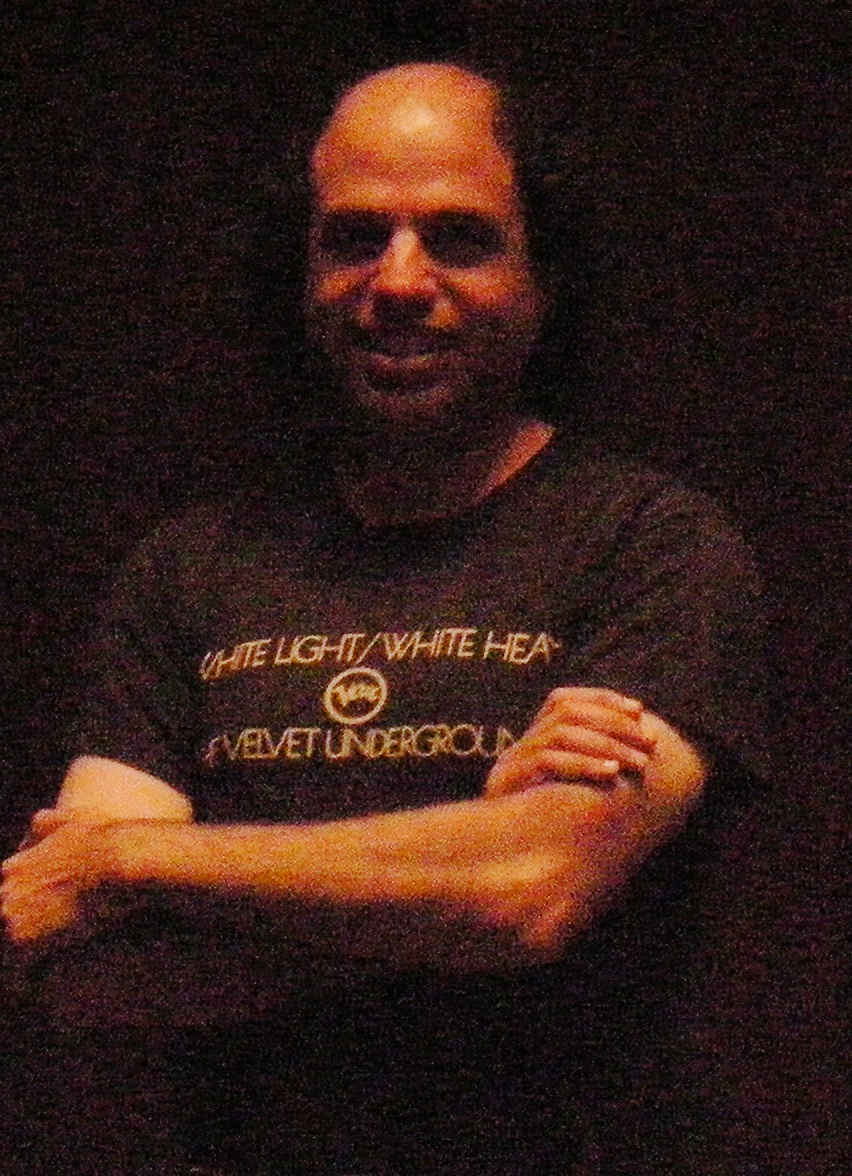
Richie Unterberger, autore di Unknown Legends

Sono stati pubblicati numerosi libri che hanno contribuito a canonizzare le band lo-fi, di solito confrontandole con i musicisti più anziani. Ad esempio, Alt-Rock-a-Rama (1995) del Rolling Stone conteneva un capitolo intitolato The Lo-Fi Top 10, che menzionava Hasil Adkins, Velvet Underground, Half Japanese, Billy Childish, Beat Happening, Royal Trux, Sebadoh, Liz Phair, Guided By Voices, Daniel Johnston, Beck e Pavement Unknown Legends of Rock 'n' Roll di Richie Unterberger: Psychedelic Unknowns, Mad Geniuses, Punk Pioneers, Lo-Fi Mavericks & More e «la comunità di critici e fan affini che lo circondano» sono stati particolarmente cruciali nello stabilire le nozioni moderne dell'estetica lo -fi. Secondo Adam Harper: «in breve, Unknown Legends collega gli interessi degli [anni 80] e della generazione cassette culture e quelli degli [anni 2000], fornendo uno schizzo iniziale, un presagio - un "progetto di campo della sinistra", forse - dei movimenti anni '00 come l'hauntology e hypnagogic pop».
L'etichetta lo-fi si estendeva anche a band come Mountain Goats, Nothing Painted Blue, Frigorifero, Chris Knox, Alastair Galbraith e Lou Barlow. «Altri artisti significativi spesso allineati con il lo-fi degli anni '90», ha scritto Harper, «come Ween, the Grifters, Silver Jewish, Liz Phair, Smog, Superchunk, Portastatic e Royal Trux sono stati in gran parte omessi a causa della scarsità comparativa della loro accoglienza o alla loro minore rilevanza per l'estetica lo-fi».
Dalla fine degli anni '90 agli anni 2000, la bassa fedeltà è stato assorbito da un discorso indie più convenzionale, perdendo per lo più le sue connotazioni come sottocategoria di rock indie che evoca «la generazione più debole», «scioltezza» o «autocoscienza». Pitchfork e The Wire sono diventati le principali pubblicazioni sulla musica, mentre blog e piccoli siti Web hanno assunto il ruolo precedentemente occupato dalle fanzine.

### Hypnagogic pop e chillwave (2000–2010)

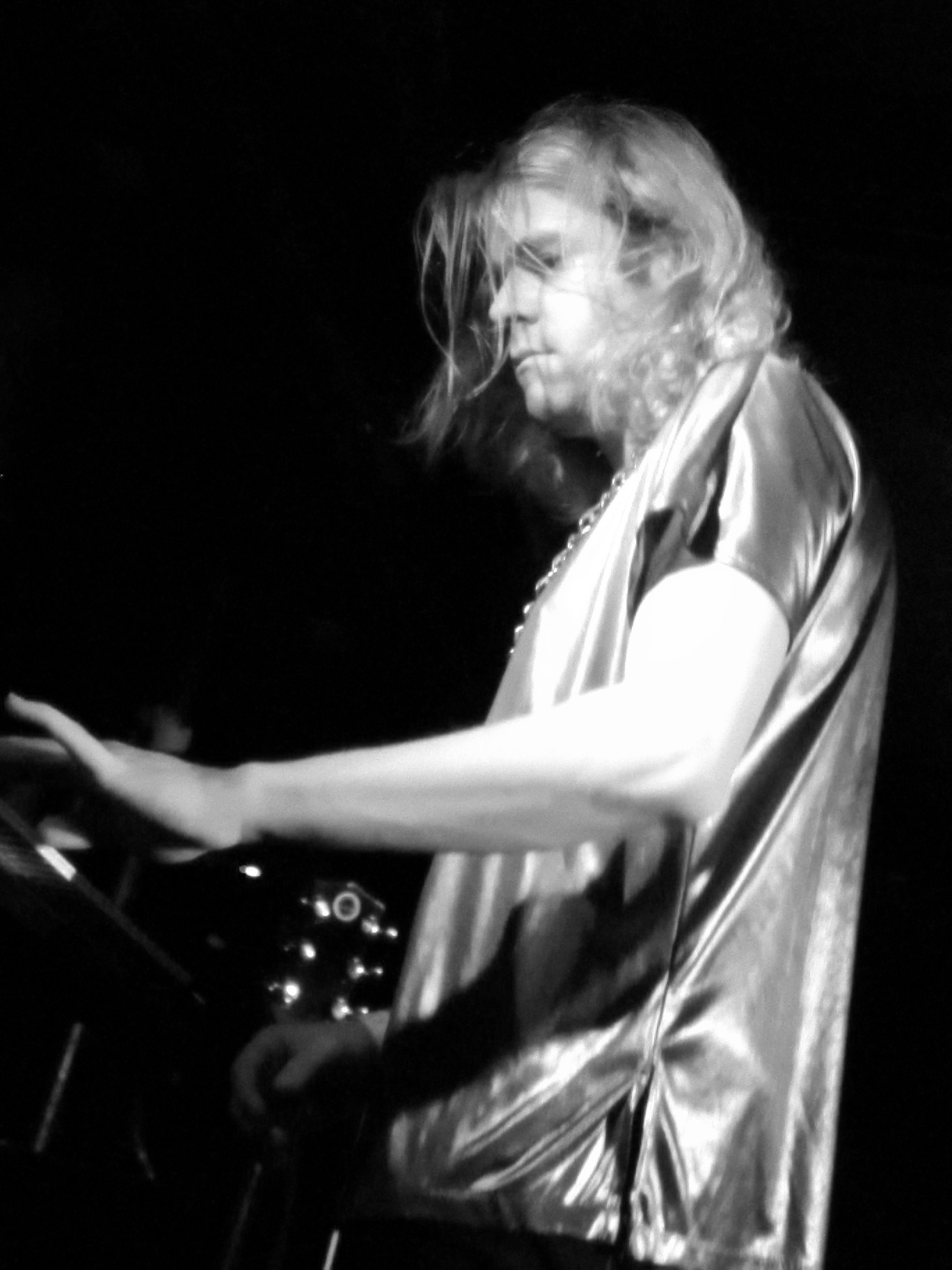
Ariel Pink in concerto nel 2010

L'ascesa delle moderne workstation audio digitali ha accorciato il gap tecnologico tra artisti professionisti e non professionisti. Molte delle importanti band lo-fi degli anni '90 hanno adattato il loro suono a standard più professionali e i musicisti "da cameretta" hanno iniziato a guardare verso le attrezzature vintage come un modo per ottenere un'autentica estetica lo-fi, rispecchiando una tendenza simile negli anni '90 del revival della Space age pop degli anni '60 e dei sintetizzatori analogici. R. Stevie Moore fu sempre più citato da band lo-fi emergenti come influenza principale. Il suo difensore principale, Ariel Pink, aveva letto Unknown Legends, e in seguito registrò una cover di uno dei brani inclusi in un CD fornito con il libro ("Bright Lit Blue Skies"). Al momento del suo debutto con una etichetta, Pink era visto come una novità, dato che praticamente non c'erano altri artisti indie contemporanei con un suono rétro lo-fi.
I precedenti artisti lo-fi generalmente respingevano l'influenza della radio pop degli anni '80 che informava gran parte del suono di Pink. Successivamente, è emerso un tipo di musica soprannominata "pop ipnagogico" tra musicisti lo-fi e post-noise che si sono impegnati con elementi di nostalgia culturale, memoria dell'infanzia e tecnologia di registrazione obsoleta. L'etichetta è stata inventata dal giornalista David Keenan in un pezzo dell'agosto 2009 per The Wire, che includeva Pink tra i suoi esempi. Pink è stato spesso indicato come il "padrino" di ipnagogico, chillwave o glo-fi come nuovi atti che gli sono stati associati (esteticamente, personalmente, geograficamente o professionalmente) hanno attirato l'attenzione della critica. Secondo Marc Hogan di Pitchfork, ognuna di quelle etichette descriveva ciò che era essenzialmente musica psichedelica. Adam Harper ha riflettuto nel 2013 che c'era una tendenza crescente tra i critici come Simon Reynolds a sopravvalutare l'influenza di Pink non riconoscendo predecessori come R. Stevie Moore e Cleaners del Martin Newell di Venus.
Alla fine del 2010, una forma di musica downtempo etichettata come "hip-hop lo-fi" o "chillhop" è diventata popolare tra le dirette musicali di YouTube. Molti di questi canali YouTube lo-fi hanno raggiunto milioni di iscritti.